# Rianne ten Haken
Rianne ten Haken (Lelystad, 7 mei 1986) is een Nederlands model.
Ten Haken begon als model nadat ze in 2001 op haar 15e de Elite Model Look wedstrijd won. Ze woont in New York en stond onder andere op de cover van zowel de Duitse als de Italiaanse Vogue en het Italiaanse Numéro. Ook liep ze in 2004 in shows van Versace en Fornarina en is momenteel het gezicht van Armani Exchange.
Ten Haken wordt vertegenwoordigd door Elite Model Management, Women Management, Storm Models, Traffic Models, Option Model Agency, en ScanElite.
In 2014 was zij de tegenspeler van Lenny Kravitz in de videoclip "The Chamber".